# Németországra vonatkozó végleges szabályozásról szóló szerződés
Németországra vonatkozó végleges szabályozásról szóló szerződés vagy „Kettő plusz Négy” szerződés a második világháborút lezáró német békeszerződés volt. 1990. szeptember 12-én írta alá a Német Szövetségi Köztársaság, a Német Demokratikus Köztársaság, a Francia Köztársaság, Nagy-Britannia és Észak-Írország Egyesült Királysága, a Szovjet Szocialista Köztársaságok Szövetsége és az Amerikai Egyesült Államok külügyminiszterei. Maga az elnevezés abból ered, hogy a békeszerződést még a két német állam írta alá a négy egykori szövetségessel.

## A „német kérdés” a második világháború után

### A hidegháború kezdete
A második világháborút követően a szövetségesek nem kötöttek a Német Birodalommal békét. A megszálló csapatok helyzetét a jaltai és a potsdami értekezlet során hozott határozatok rendezték. Ezek értelmében a korábbi Német Birodalom területét 4 megszállási övezetre osztották, mindegyik győztes nagyhatalomnak (Szovjetunió, Egyesült Királyság, Franciaország, Egyesült Államok) juttatva egy-egy megszállási zónát. Berlint magát is négy megszállási övezetre osztották. A megszállt területek igazgatási kérdéseiben a négy győztes által alkotott, berlini székhelyű Szövetséges Ellenőrző Tanács volt hivatva dönteni. A békeszerződés megkötését későbbi időpontra halasztották, a szerződési feltételek kidolgozását a külügyminiszterek ülésein kellett volna végrehajtani. Bár a külügyminiszterek számos alkalommal össze is ültek, melyek közül a legnevezetesebb az 1954-es genfi tárgyalás volt, mely a hidegháború első szakaszának a végét, az enyhülés kezdetét jelentette (ún. genfi szellem), mégsem sikerült tető alá hozni egy mindenki által elfogadható megállapodást. A következő évtizedekben az európai hidegháborús szembenállás központi problémáját a német kérdés rendezetlensége jelentette. Magának a német kérdésnek pedig a magvát a szovjet megszállási övezetben fekvő, de négyfelé osztott Berlin helyzete képezte.
A hidegháború kibontakozása összefüggött a két német állam létrejöttével. Az Egyesült Államok attól tartott, hogy az eurázsiai kontinensen zajló összes konfliktus (kínai polgárháború, indokínai háború, valamint Kelet-Európa szovjetizálása) egy összefüggő mestertervet alkot, melynek célja, hogy a szovjetek megszerezzék a kontinens fölötti dominanciát, és a világforradalom jegyében elterjesszék a kommunista uralmat. Ebben az összefüggésben az Egyesült Államok meghirdette a containment, azaz a feltartóztatás politikáját, illetve hozzálátott Nyugat-Európa gazdasági (Marshall-segély folyósítása) és katonai talpra állításához (1949, a NATO létrejötte). A kapitalista világ újjászervezéséhez tartozott az EGK létrehozása és a németek újrafelfegyverzése is. Ezzel egyidejűleg a Szovjetunió bekerítve érezte magát, és attól tartott, hogy a kapitalista országok a második világháborúhoz hasonló küzdelmet fognak indítani területe ellen – különösen a német újrafelfegyverzés idézett föl rossz emlékeket. Sztálin úgy tartotta, hogy a fasizmus pusztán a kapitalizmus egyik formája, és a kapitalista országok bármikor kiegyezhetnek egymással, mint azt tették az 1938-as müncheni egyezménnyel. Emiatt a szovjet vezetés is hozzálátott az uralma alá került területek megszervezéséhez a megszállt országokkal aláírt kétoldalú katonai megállapodásokkal, majd a KGST létrehozásával. Mindez természetesen fokozta a nyugatiak gyanakvását, így végül egy öngerjesztő folyamat indult be, az ellenérdekű oldal tetteinek félremagyarázásával.
Európában a német kérdés először a berlini blokád kapcsán került a gyújtópontba. 1946-47 folyamán ugyanis a nyugati megszállók – élve a Potsdamban kapott felhatalmazással – összevonták területüket egy központi igazgatás alá, valuta-reformot jelentettek be. A potsdami megállapodás azonban nem rendelkezett arról, hogy a nyugati megszálló csapatok hogyan juthatnak el Nyugat-Berlinbe, a szovjetek emiatt lezárták a Berlinbe vezető utakat, azt remélve, hogy kiéheztetik majd Berlin nyugatiak által megszállt részét, emiatt Nyugat-Berlin majd „átáll” a szovjet oldalra, és így a nyugati hatalmak presztízsveszteséget fognak elszenvedni azáltal, hogy nem tudták megvédeni a nyugat egyik részét. A blokád végül békésen oldódott meg, azonban Németország két államra szakadt.

### Sztálin javaslata és a hadiállapot megszüntetése
Sztálin, hogy megakadályozza, hogy az NSZK-t felvegyék a NATO-ba, javasolta, hogy a szövetségesek közösen kössenek békét a németekkel, és Németország legyen demilitarizált zóna. A felvetésből nem lett semmi, ráadásul a nyugatiak 1954-ben, a párizsi megállapodásokkal felvették az NSZK-t a NATO-ba. Ezzel egyidejűleg a világ más pontján is hasonló jellegű szervezeteket hoztak létre (CENTO, SEATO, ANZUS). A Szovjetunió ezt követően hozta létre válaszul a Varsói Szerződést. A szovjetek, hogy a németeket a maguk oldalára állítsák, 1955-ben megszüntették a hadiállapotot az NDK-val, kimondva, hogy a szovjet fél kész a teljes és egységes Németországgal békét kötni, és csak a nyugati imperialista hatalmak agresszív, háborús politikája akadályozza a hadiállapot megszüntetését. A nyugati tömb államai az egykori Németország vonatkozásában ugyan nem voltak hajlandóak engedni a szovjetek zsarolással felérő ajánlatának, azonban ki akarták fejezni hajlandóságukat, hogy készek a német kérdésben együttműködni. Ebben a kontextusban került sor az 1955-ös osztrák államszerződésre.

### Hruscsov ultimátuma
Időközben Nyugat-Berlin integrálódott az NSZK gazdasági és politikai életébe: gazdasági fellendülés ment végbe, ugyanolyan pártok indultak a választásokon, mint az NSZK-ban (pl. Willy Brandt Nyugat-Berlin polgármestere volt, majd az NSZK kormányfője). Berlin nyugati része azonban egyúttal menekülőutat is jelentett az NDK-ban rekedt németek számára, a nyugatra történő szökések miatt pedig az NDK tömegével veszítette el diplomás munkaerejét. Emiatt 1958. november 27-én Hruscsov kormányjegyzékben foglalt ultimátumot küldött a nyugati tömb államfőinek. Ebben kifejtette, hogy az egykori szövetségeseknek teljes Berlint szabad várossá kell nyilvánítaniuk, ellenkező esetben a Szovjetunió átadja a Kelet-Berlin fölötti ellenőrzési jogait az NDK-nak, mint teljesen szuverén államnak. A javaslat megint azzal fenyegetett, hogy Nyugat-Berlin el lesz vágva a külvilágtól, és idővel a szovjetek kezére kerül, mivel az NDK, mint szuverén állam, teljesen jogosan tilthatta volna meg a légtér és a szárazföldi útvonalak használatát a saját területén Nyugat-Berlinbe utazni szándékozó nyugati megszálló csapatok előtt. Az újabb berlini válság rendezésére összeült párizsi tárgyalások megfeneklettek az U–2 felderítő repülőgép lelövése miatt, majd a kibontakozó karibi rakétaválság háttérbe szorította a hruscsovi javaslatot. A kérdést végül a berlini fal építése oldotta meg.

### Neue Ostpolitik és Grundvertrag
Az NSZK háború utáni, Adenauer által megfogalmazott politikai célkitűzése az volt, hogy sor kell kerüljön a német egyesülésre, de oly módon, hogy az Európa számára túl hatalmas egyesült Németország szuverenitását a nemzetközi szervezetekben kell visszaszerezni, illetve gyakorolni: így a német újrafelfegyverzésre a NATO, a német gazdasági csodára pedig az EGK keretében került sor – maga a római szerződés ki is mondta, hogy az NSZK egy újraegyesülés esetén jogot formál arra, hogy a keleti területei is az NSZK-tagság révén bekerüljenek a Gazdasági Közösségbe. Az NSZK mindeddig nem volt hajlandó elismerni magát az NDK-t sem (ezt Hallstein külügyminiszter után Hallstein-doktrínának nevezték).
Az 1969-es választásokon azonban a szociáldemokrata Willy Brandt került a kancellári tisztségbe, aki szakított a Hallstein-doktrínával és meghirdette az Új Keleti Politikát (Neue Ostpolitik), melynek lényege az volt, hogy hajlandó volt elismerni az NDK-t és megegyezni a németekkel szomszédos államokkal a határok kérdésében. Jórészt ennek a nyitottságnak köszönhetően az egykori náciellenes szövetségesek között sor került egy négyhatalmi megállapodásra Berlin státuszáról. A két német állam pedig elismerte egymást egy alapszerződésben (Grundtvertrag). Ezt követően Brandt hozzálátott, hogy megteremtse a német egyesüléssel érintett többi állam (a Harmadik Birodalom területéből részt kapó Lengyelország, illetve a Szudétavidék miatt érintett Csehszlovákia) hajlandóságát a német egyesülés elfogadására. Ennek keretében NSZK-csehszlovák, illetve NSZK-lengyel alapszerződésekre került sor, melyekben az NSZK lemondott a rovására megállapított határvonalak revíziójáról, illetve elismerte az ún. Odera-Neise határvonalat. Németország, és benne Berlin helyzetében ezt követően jelentősebb változás nem történt egészen az 1990-es évek elejéig.

## A tárgyalási folyamat
Gorbacsov pártfőtitkár reformjainak következtében a keleti tömbben megindult a rendszerváltozás. A keleti tömb gazdaságilag összeomlott, Gorbacsov meghirdette az ún. Sinatra-doktrínát (Frank Sinatra My Way című dala után), mely kimondta, hogy minden szovjet-csatlós állam saját külpolitikát folytathat és nem kell egyeztetnie Moszkvával. Ez gyökeres fordulatot jelentett a korábbi, Brezsnyev által megfogalmazott Brezsnyev-doktrínához képest, mivel ez utóbbi kimondta, hogy a szovjet tömb államainak joguk van beavatkozniuk bárhol Kelet-Európában, ahol a szocializmust veszély fenyegeti.
A német kérdés ezt követően három aspektusból játszott szerepet: egyfelől tisztázni kellett a két német állam egymáshoz való viszonyát, az újraegyesülés folyamatát. Másfelől tisztázni kellett a megszálló államok és az egykori vesztes Németország, harmadrészt pedig Németország és az EGK egymással való viszonyát. Emiatt az egyesülési tárgyalások, a tulajdonképpeni béketárgyalások, valamint az EGK átalakításával járó maastrichti tárgyalások egymással közel egy időben, egymással párhuzamosan folytak.
Németország újraegyesülése az NSZK irányítása alatt ment végbe: először valuta- és vámunióra került sor, majd az NDK beolvadt az NSZK-ba, mely állami vagyonügynökséget, Treuhandot hozott létre a keleti területen lévő vállalatok és az NDK adósságának szanálására. Németország egyesülésével azonban az EGK gazdasági súlypontja keletebbre került, emiatt a francia diplomácia eleinte blokkolni akarta az újraegyesülést – ennek keretében Mitterand francia elnök demonstratíve ellátogatott Honecker kancellárhoz, hogy erősítse az NDK szuverenitását. A francia kísérletek kudarca után került sor az Európai Unió létrehozására, mely egy hárompilléres szerkezetet hozott létre (közös piac, bel- és igazságügyi együttműködés, kül- és biztonságpolitika), ezáltal a tagállamok, így Németország további részeket engedtek át a szuverenitásukból az Európai Közösség javára. Így elhárult a német dominancia veszélye.
Ebben az európai környezetben került sor a második világháborút tulajdonképpen lezáró „kettő plusz négy”-tárgyalásokra, majd a szerződés aláírására. A szerződés megszabta Németország határait, rendelkezett a területén állomásozó szövetséges csapatok kivonásáról, illetve megszabta, hogy milyen nagyságú haderőt tarthat Németország fegyverben, illetve rendelkezett arról, hogy nem lehet atom-, biológiai és vegyi fegyvere, valamint megtiltotta, hogy az egykori szovjet megszállási övezetbe NATO-csapatok települjenek.

## A békeszerződés tartalma
Az egyesült Németország magában foglalja majd a Német Szövetségi Köztársaság, a Német Demokratikus Köztársaság és egész Berlin területét. Külső határai a Német Demokratikus Köztársaság és a Német Szövetségi Köztársaság határai, és ezen szerződés hatálybalépésének napján végérvényesek lesznek. Az egyesült Németország határai végérvényes jellegének elismerése lényeges alkotórésze Európa békés rendjének.

I/2. Az egyesült Németország és a Lengyel Köztársaság a közöttük fennálló határokat nemzetközi jogilag kötelező szerződésben ismerik el.
I/3. Az egyesült Németországnak semminemű területi követelése nincs más államokkal szemben, és ilyeneket a jövőben sem fog támasztani. (…)
III/1. A Német Szövetségi Köztársaság, a Német Demokratikus Köztársaság kormányai megerősítik lemondásukat atom-, biológiai és vegyi fegyverek előállításáról, birtoklásáról és a felettük való rendelkezési jogról. (…)
III/2. A Német Szövetségi Köztársaság kormánya a Német Demokratikus Köztársaság kormányával teljes egyetértésben 1990. augusztus 30-án Bécsben az európai hagyományos haderőkről szóló tárgyalások során a következő nyilatkozatot tette: >A Német Szövetségi Köztársaság kormánya kötelezettséget vállal arra, hogy az egyesült Németország haderőit háromtól négy évig terjedő időszak alatt 370 000 fős személyi állományra csökkenti.< (…) A Német Demokratikus Köztársaság kormánya ehhez a nyilatkozathoz határozottan csatlakozott.
IV./1. A Német Szövetségi Köztársaság, a Német Demokratikus Köztársaság, a Szovjet Szocialista Köztársaságok Szövetsége kormányai kijelentik, hogy az egyesült Németország és a Szovjet Szocialista Köztársaságok Szövetsége szerződéses formában szabályozni fogják a szovjet haderőnek a mai Német Demokratikus Köztársaság és Berlin területén való tartózkodásnak a feltételeit, valamint ezen haderők kivonásának lebonyolítását, amely 1994. év végéig a Német Szövetségi Köztársaság és a Német Demokratikus Köztársaság kormányai kötelezettségeinek megvalósításával összefüggésben, amelyre jelen szerződés 3. cikkének 2. bekezdés vonatkozik, végrehajtásra kerül.

V./1. A szovjet haderőknek a jelen szerződés 4. cikkével megegyezően a mai Német Demokratikus Köztársaság és Berlin területéről való kivonása befejeztéig ezen a területen az egyesült Németország haderőiként kizárólag a szárazföldi védelem német kötelékei állomásoznak majd, amelyek nincsenek betagolva azon szövetségi struktúrába, amelyeknek német haderők a többi német területen alá vannak rendelve. A jelen cikk 2. bekezdésének ellenére ezen időtartam alatt más államok haderői ezen a területen nem állomásoznak vagy nem fejtenek ki valamely egyéb katonai tevékenységet